# Latextest
Der Latextest, auch Latex-Agglutinationstest, ist ein Verfahren der Laboratoriumsmedizin zum Nachweis und Sichtbarmachen von Antigen-Antikörper-Reaktionen.

## Funktionsweise
Zum Nachweis einer gesuchten Substanz werden zunächst die für die Nachweisreaktion benötigten Antikörper oder Antigene an Latexpartikel gebunden, wodurch eine leicht milchig-trübe Lösung entsteht. Die fertige Nachweislösung wird heute industriell hergestellt und ist für zahlreiche Tests von verschiedenen Herstellern verfügbar. Wird die zu untersuchende Flüssigkeit nun mit der Testlösung versetzt, entsteht bei der Agglutination eine meist auch mit bloßem Auge sichtbare Ausflockung, das Präzipitat, da das eingesetzte Latex deutlich größer und bei der Verklumpung besser sichtbar als die kleinen Immunglobuline ist. Automatisierte Nachweisverfahren analysieren die Agglutination mittels Photometrie, dabei können kleinste Proben im Nano- bis Mikroliterbereich analysiert werden. Für ein ohne technische Hilfe sichtbares Ergebnis wird entsprechend mehr Probenmaterial und Testlösung benötigt.

"Latex" steht in der Immunchemie nicht wie sonst für Polyisopren, sondern für eine Suspension kleiner Partikel (meist Polystyrol).

## Anwendung
Dieses Verfahren findet unter anderem in folgenden heute gängigen Tests Anwendung:
- Nachweis von Antistaphylolysin, einem von Staphylokokken gebildeten Enzym
- Antistreptolysin-Test bei Streptokokkeninfektion
- Nachweis von C-reaktivem Protein, einem Entzündungsmarker
- Immunglobulin-M-Nachweis
- Latex-RF-Test zum Nachweis von Rheumafaktoren
- Nachweis von beta-HCG als Schwangerschaftstest
- PBP 2a
- Pneumokit
- Staphaurex Plus